# Alejandro Scopelli
Alejandro Scopelli Casanova (La Plata, 12 maggio 1908 – Città del Messico, 23 ottobre 1987) è stato un allenatore di calcio e calciatore argentino naturalizzato italiano, di ruolo attaccante.
In Italia fu conosciuto come Alessandro Scopelli.

## Carriera

### Giocatore
Inizia la sua carriera in Argentina con l'Estudiantes de La Plata, dove fa parte della leggendaria squadra detta de "Los Profesores". Nel 1931 segna 31 gol in campionato, superato solo dal compagno di squadra Alberto Zozaya con 33. Gioca per la nazionale argentina tra il 1929 e il 1941, e partecipa al Campionato mondiale di calcio 1930, giocando la vittoriosa semifinale con gli Stati Uniti (6-1), realizzando una rete.
Nel 1933 Scopelli si trasferisce in Italia dove gioca per la Roma. Durante questo periodo prende la cittadinanza italiana (come oriundo) e gioca con la maglia azzurra la vittoriosa partita Italia-Francia (2-1) del 17 febbraio 1935.
Il 20 settembre 1935, insieme ai compagni di squadra Enrique Guaita e Andrés Stagnaro, anch'essi italo-argentini, espatria di nascosto attraverso il confine italo-francese, per paura di essere arruolato nell'esercito e avviato a combattere nell'imminente Guerra d'Etiopia.
Nel 1936 Scopelli torna in Argentina per giocare con Racing Club de Avellaneda e viene nuovamente convocato con la nazionale argentina. Fa parte della vittoriosa squadra che si aggiudica la Coppa America del 1937, segnando due goal.
Nella sua carriera gioca anche in Francia per la Red Star di Parigi; allo scoppio della Seconda guerra mondiale si trasferisce in territorio neutrale per giocare in Portogallo nel Belenenses e quindi nel Benfica. Nel 1942, Scopelli torna in Sud America per giocare con l'Universidad de Chile.

### Allenatore
Dopo il ritiro, è diventato allenatore di molte squadre di club tra cui il Club América in Messico, il Valencia CF, l'RCD Espanyol e il Deportivo de La Coruña in Spagna, il Belenenses, lo Sporting Lisbona e il Porto in Portogallo e l'Universidad de Chile.
Scopelli ha anche allenato a livello di squadre nazionali, la nazionale di calcio del Cile, del Portogallo e del Messico.

## Statistiche

### Cronologia presenze e reti in nazionale
Italia
| Cronologia completa delle presenze e delle reti in nazionale ― Italia | Cronologia completa delle presenze e delle reti in nazionale ― Italia | Cronologia completa delle presenze e delle reti in nazionale ― Italia | Cronologia completa delle presenze e delle reti in nazionale ― Italia | Cronologia completa delle presenze e delle reti in nazionale ― Italia | Cronologia completa delle presenze e delle reti in nazionale ― Italia | Cronologia completa delle presenze e delle reti in nazionale ― Italia | Cronologia completa delle presenze e delle reti in nazionale ― Italia |
| Data                                                                  | Città                                                                 | In casa                                                               | Risultato                                                             | Ospiti                                                                | Competizione                                                          | Reti                                                                  | Note                                                                  |
| --------------------------------------------------------------------- | --------------------------------------------------------------------- | --------------------------------------------------------------------- | --------------------------------------------------------------------- | --------------------------------------------------------------------- | --------------------------------------------------------------------- | --------------------------------------------------------------------- | --------------------------------------------------------------------- |
| 17-2-1935                                                             | Roma                                                                  | Italia                                                                | 2 – 1                                                                 | Francia                                                               | Amichevole                                                            | -                                                                     |                                                                       |
| Totale                                                                |                                                                       | Presenze                                                              | 1                                                                     |                                                                       | Reti                                                                  | 0                                                                     |                                                                       |

Argentina

## Palmarès

### Allenatore

#### Competizioni nazionali
- Coppa del Messico: 2

América: 1964, 1965

#### Competizioni internazionali
- Coppa delle Fiere: 1

Valencia: 1962-1963